# Khaosz
Khaosz (görögül: Χάος, kiejtve: káosz) az ősi sötét tátongó űr megtestesítő istensége, ős rendezetlenség a görög mitológiában. Ő volt a legelső teremtmény, nem volt benne rendszer. A legenda szerint először Erósz vált ki  Khaoszból. Erósz szerette a rendet és a rendszert, ő volt a szerelem ősereje mely a későbbiekben nászra késztette az isteneket. Szintén Khaoszból vált ki Gaia a földanya, a Föld, valamint Tartarosz, az Alvilág legmélyebb tartománya, Erebosz, az Alvilág megtestesítője és Nüx, az éjszaka a sötét égbolt. Miután ők létrejöttek, már Erósz munkáján múlott a világ kifejlődése. Erósz ugyanis vágyat tudott ébreszteni, szerelmet. Gaiaból kivált Uranosz, majd szerelmes lett belé, és így jött létre az összeölelkező föld és ég. Más elbeszélés szerint viszont Erósz csak később jött világra, és helyette elsőként Nüx született meg önállóan, Khaosz nélkül.